# Chonelasmatinae
Chonelasmatinae is een onderfamilie van sponsdieren uit de klasse van de Hexactinellida. 

## Geslachten
- Bathyxiphus Schulze, 1899
- Chonelasma Schulze, 1886
- Myliusia Gray, 1859
- Periphragella Marshall, 1875
- Pinulasma Reiswig & Stone, 2013
- Pleurochorium Schrammen, 1912
- Tretochone Reid, 1958
- Verrucocoeloidea Reid, 1969